# 隔螺式

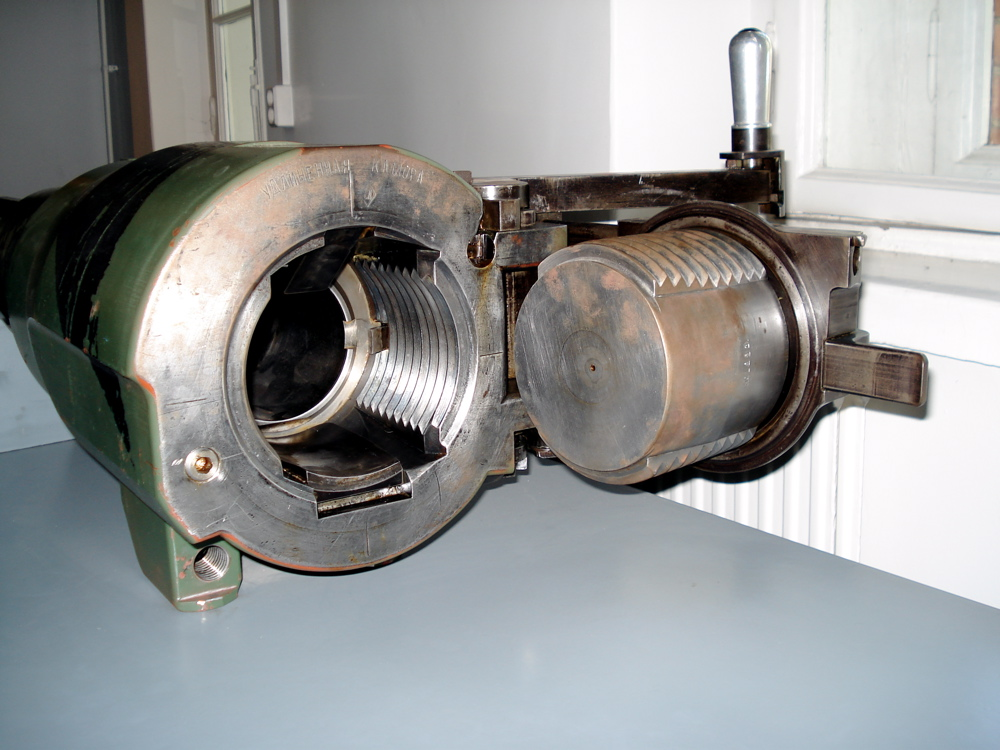
ロシアのM1910 122mm榴弾砲の隔螺式尾栓

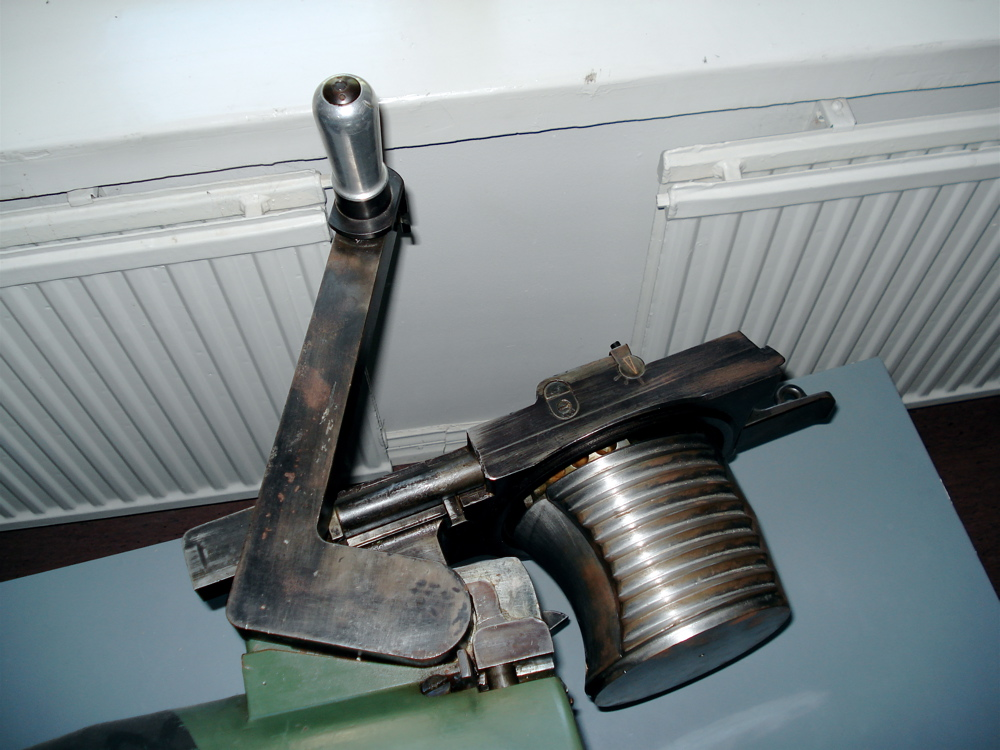
ロシアのM1910 122mm榴弾砲の隔螺式尾栓

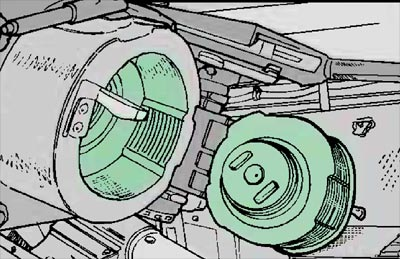
M109 155mm自走榴弾砲の尾栓のイラスト

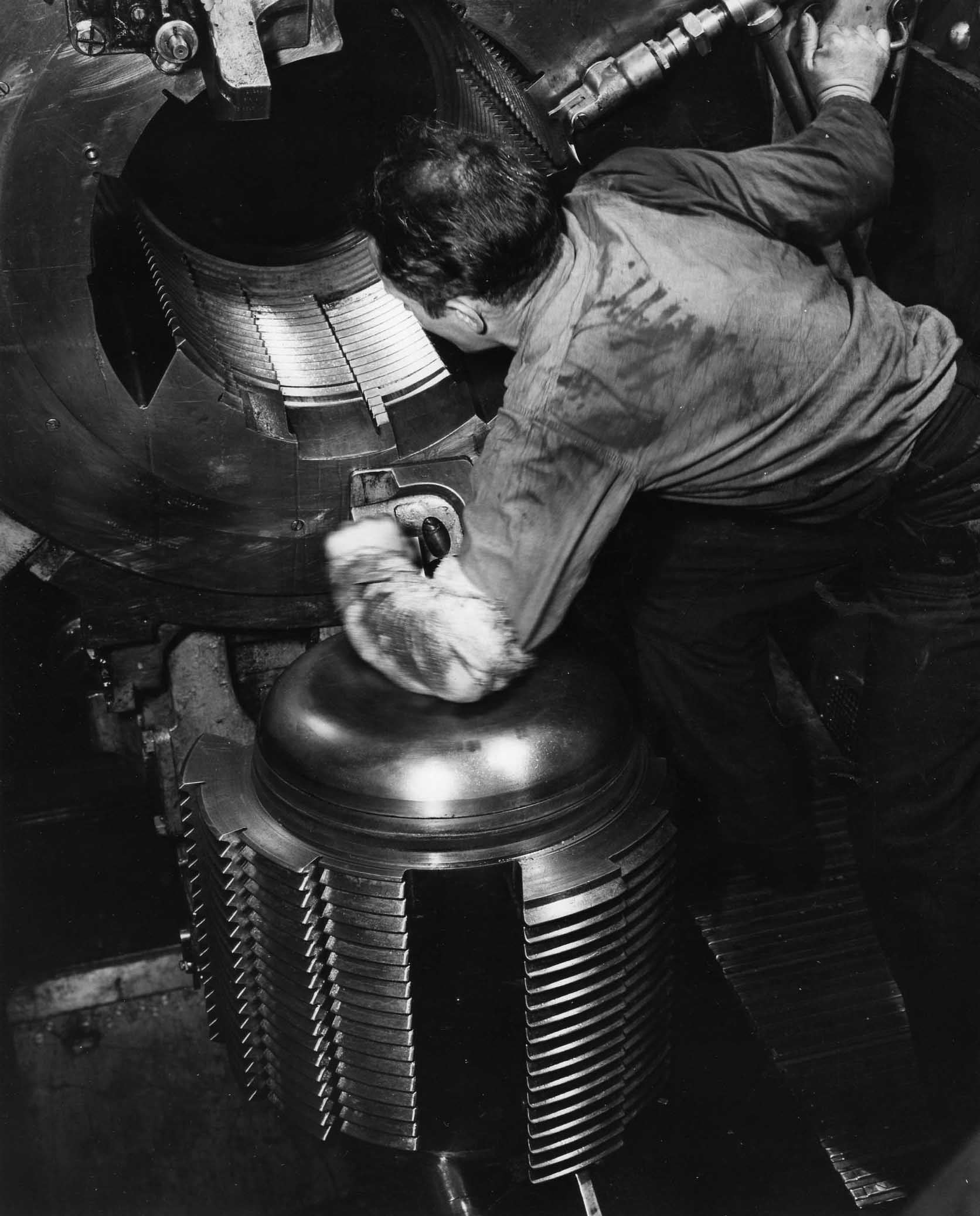
米戦艦「アラバマ」の16インチ砲のウェリン式段隔螺式尾栓。砲手は砲尾の内側を目視確認しつつ、尾栓を左腕に巻いた布で拭いている

隔螺式（かくらしき、段隔螺式、interrupted screwまたはinterrupted thread）は、主に後装砲の尾栓に使用される閉鎖機構。1845年前後に発明された。

## 概要

### 原理
隔螺式とは、ねじ山の一部を削除したねじである。隔螺式の断面形状は、大砲の薬室側の穴と合致するようになっている。尾栓にねじがある部分は薬室側にはねじは切らず、逆に尾栓のねじが無い部分には薬室側にねじがある。形状が合致しているため、隔螺式尾栓はスムーズに押しこむことができ、概ね1⁄6程度回転させることにより、尾栓は砲に固く締め合わされ、砲の後部を閉鎖することができる。隔螺式尾栓は、金属薬莢が普及する以前の後装砲のために開発された機構であるため、現在でも薬嚢を使用する砲に使用されることが多い。より初期の方法では鎖栓を使用していた。
尾栓の閉鎖に関しては、1872年にド・バンジュ式緊塞方式が開発されたことにより、より良好となった。

### 段隔螺式
初期の隔螺式尾栓の弱点は、尾栓の半周分しかねじが切れないことであり、十分な閉鎖効果を得るためには尾栓を長く（ねじの段数を多く）する必要があった。この問題は、1890年に階段断隔螺式（段隔螺式、stepped and interrupted thread）であるウェリン式尾栓（Welin breech block）が開発されたことにより解消された。ウェリン式尾栓では、段階的にねじ径が大きくなるようになっている。例えば、ねじ径を4段階にすることにより、尾栓円周の4/5にねじを切ることができ、その分尾栓長が短くなった。このデザインは、現在でも薬嚢式の大砲で使用されている。

## 参考資料
- Bryan Bunch and Alexander Hellemans: The History of Science and Technology: A Browser's Guide to the Great Discoveries, Inventions, and the People Who MadeThem from the Dawn of Time to Today, Houghton Mifflin Harcourt; First Edition edition (April 16, 2004), ISBN 978-0618221233